# XML-EDI
| Sigles de 2 caractères   |
| Sigles de 3 caractères   |
| Sigles de 4 caractères   |
| Sigles de 5 caractères   |
| ► Sigles de 6 caractères |
| Sigles de 7 caractères   |
| Sigles de 8 caractères   |

XML-EDI est une version du langage de balisage XML qui s'adapte à l'Échange de données informatisé (EDI).